# Agabus ambiguus
Agabus ambiguus är en skalbaggsart som först beskrevs av Thomas Say 1823.  Agabus ambiguus ingår i släktet Agabus och familjen dykare. Inga underarter finns listade i Catalogue of Life.